# Overtuin

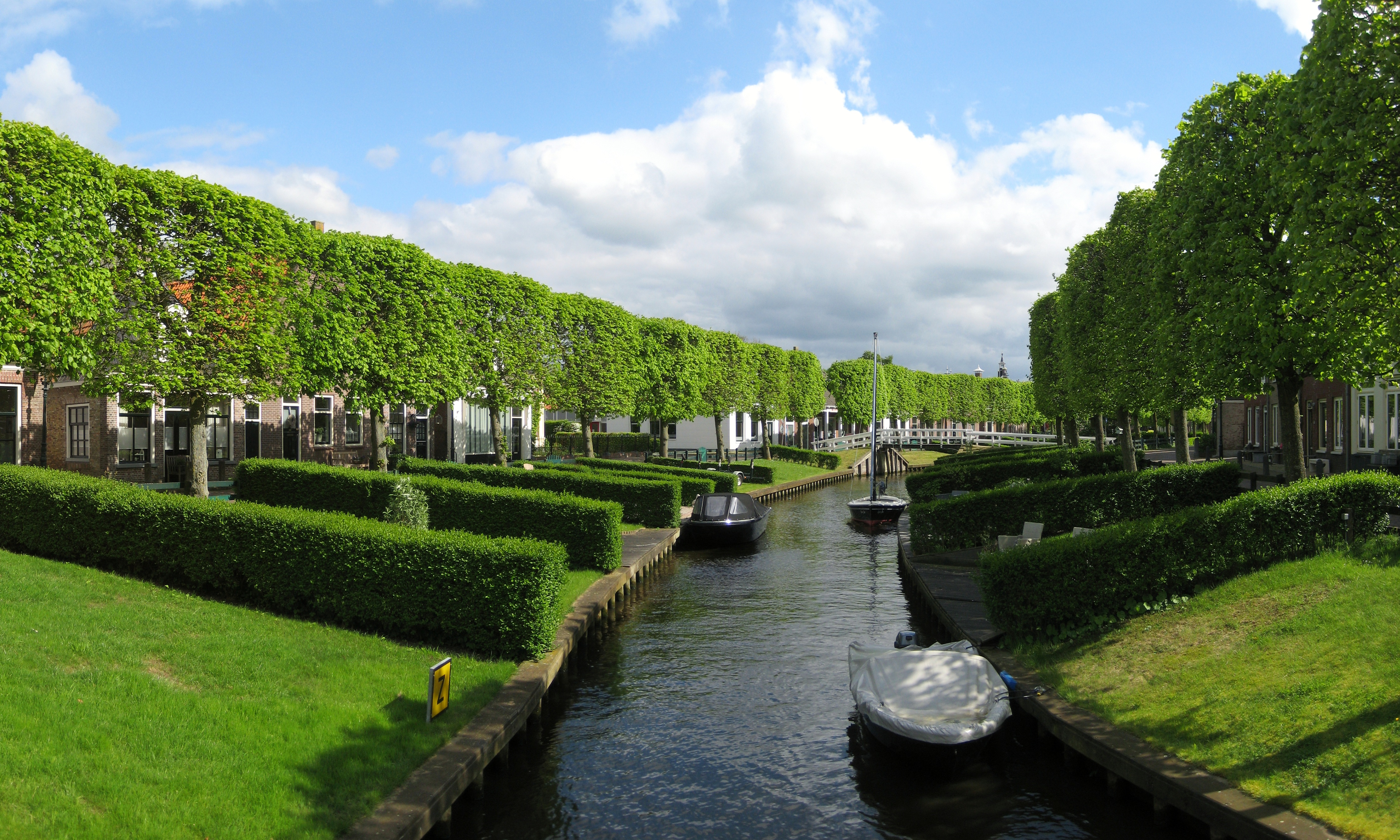
Overtuinen aan weerszijden van de Ee in IJlst (2014).

Een overtuin is een tuin die door een openbare weg of door een water van de woning wordt gescheiden.

## Bewaard gebleven overtuinen

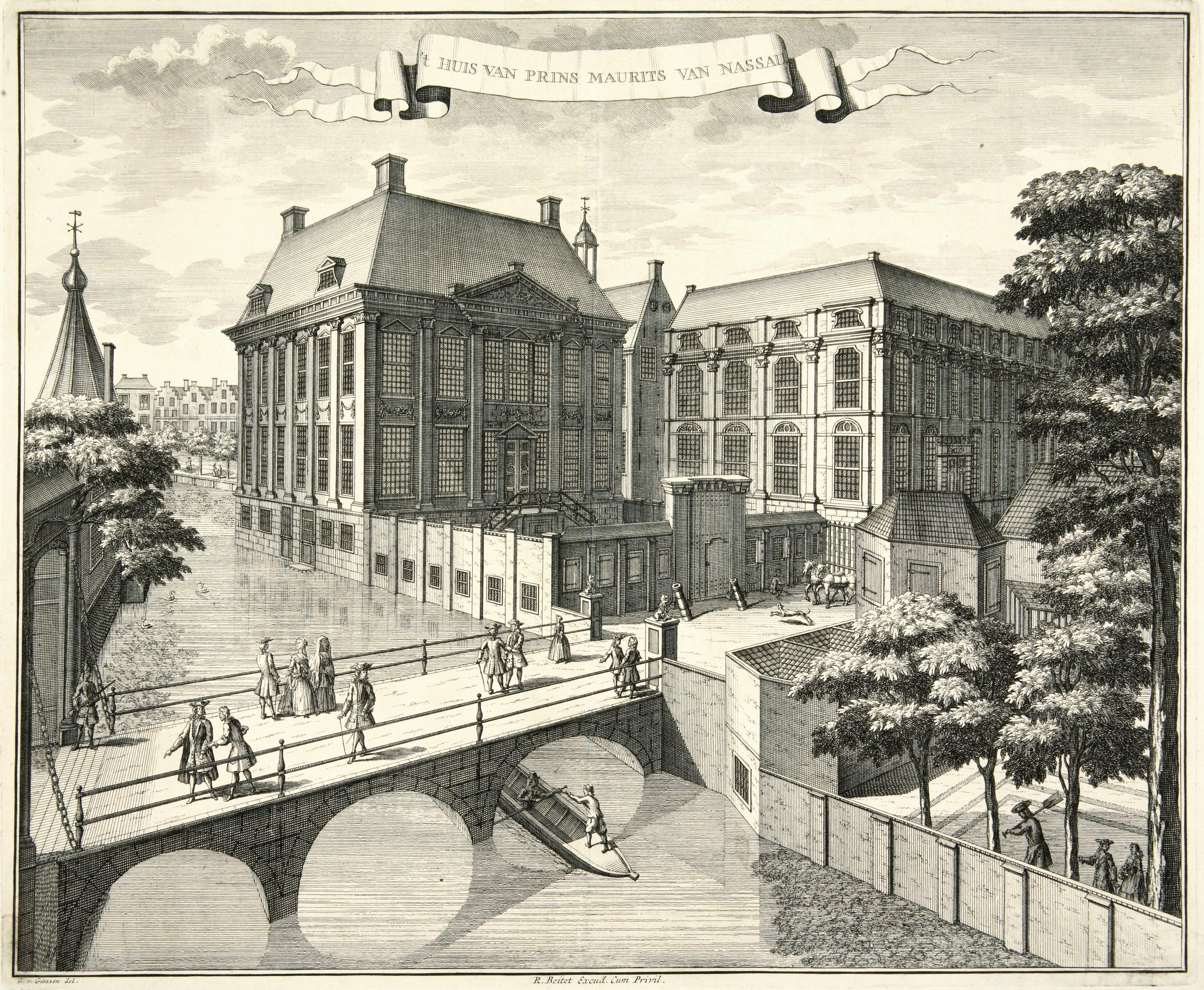
Het Mauritshuis (Den Haag) in 1730, met rechtsonder een klein deel van de toentertijd bijbehorende overtuin.

Een karakteristieke plaats met overtuinen is het Friese stadje IJlst. De overtuinen werden er gebruikt als bleek. De bleken zijn lang geleden overgenomen door de gemeente en de bewoners (als ze een woning bezitten waar origineel een bleek bijhoort) mogen ze gebruiken op voorwaarde dat men de bleek in originele staat laat. In Stavoren zijn de oorspronkelijke overtuinen thans een lange grasstrook die tussen de weg en het water loopt.
Ook uit de Zaanstreek is de overtuin bekend, hoewel er slechts weinig resteren. Hier werden de overtuinen juist niet als bleekveld gebruikt: de bleek bevond zich bij de huizen. Aangezien zich hier geen hoog opgaand geboomte mocht bevinden, dat het blekende linnengoed immers uit de zon zou houden, richtten welgestelde Zaankanters in de 18de en 19de eeuw aan de overzijde van de wegsloot lommerrijke overtuinen in, die vooral een sierfunctie hadden. Soortgelijke overtuinen komen voor langs de Utrechtse Vecht.
Weer anders is de situatie in Kolhorn: de overtuinen aan de Nieuwe Streek in dit oude Zuiderzeedorp waren oorspronkelijk opslagplaatsen van turf, teer of gerookte vis en werden pas later als tuinen ingericht. Ze worden door een voetpad van de woningen gescheiden.

## Straatnamen, tuinen en parken

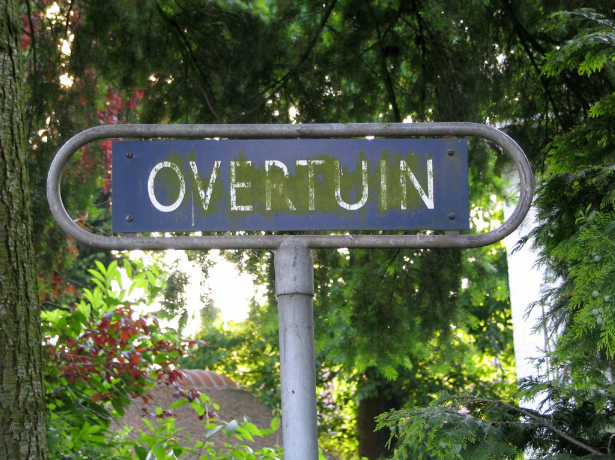
Straatnaambordje Overtuin (Gelderland). Op de plek van deze straat was vroeger een overtuin gelegen.

Er zijn verschillende straten met de naam 'Overtuin' of 'De Overtuin', bijvoorbeeld:
- Overtuin, Terborg (Gelderland)
- De Overtuin, Velp (Gelderland)
- De Overtuinen, Zuidhorn (Groningen)

Ook zijn er (voormalige) tuinen en parken met de naam '(De) Overtuin', waaronder:
Friesland
- De Overtuin, een park bij Heerenveen (Friesland)
- Overtuin van Lyndensteyn, een historisch park in Beetsterzwaag (Friesland)
- De overtuin van het Lycklamahuis in Beetsterzwaag (Friesland)
- De overtuin van landgoed Groot Vijversburg in Tietjerksteradeel (Friesland)

Groningen
- De overtuin van Vliethoven, gescheiden door het Damsterdiep, in Tuikwerd (Groningen)

Drenthe
- De overtuin van Klein Soestdijk in Veenhuizen (Drenthe)
- Huize Ebbenerve werd gebouwd in de voormalige overtuin van het Ontvangershuis  in Assen (Drenthe)
- De overtuin van havezate Oldengaerde in Dwingeloo (Drenthe)

Gelderland
- De Overtuin (Welgelegen), een tuin bij buitenplaats Welgelegen in Warnsveld (Gelderland)
- Gulden Bodem bij Huis Zypendaal, een park in Arnhem (Gelderland)

Utrecht
- De overtuin van buitenplaats Over-Holland aan de Vecht in Nieuwersluis (Utrecht)
- De overtuin van buitenplaats Bijdorp in Loenen aan de Vecht (Utrecht)
- De overtuin met theekoepel van buitenplaats Beek en Hof in Loenen aan de Vecht (Utrecht)
- De overtuin van buitenplaats Vegtlust in Loenen aan de Vecht (Utrecht)
- De overtuin bij Kasteel Groeneveld in Baarn (Utrecht)
- Wintertuin Cantonspark, een overtuin bij huize Canton in Baarn (Utrecht)

Zuid-Holland
- De Overtuin, een park en landschapstuin behorend bij herenhuis Bisdom van Vliet in Haastrecht (Zuid-Holland)